# Leégett hidak
A Leégett hidak (eredeti cím: Already Gone) 2019-ben bemutatott amerikai thriller-dráma, melynek forgatókönyvírója és elsőfilmes rendezője Christopher Kenneally. Keanu Reeves vezető producerként vett részt a film elkészítésében. A főbb szerepekben Tyler Dean Flores, Justine Skye, Seann William Scott és Shiloh Fernandez látható.
Az Amerikai Egyesült Államokban 2019. augusztus 16-án mutatták be.

## Cselekmény
Robbie tizenéves brooklyni fiú, szenvedélye a graffitizés. Megszökik agresszív nevelőapja, Martin otthonából és vele tart a férfi barátnője, Keesha is. A lányt a kétes ügyletekkel foglalkozó Martin ugyanis erotikus táncosnői munkára és prostitúcióra kényszerítette. 
A Martintól ellopott nagy összegű készpénzzel elmenekülnek a városrészből és lopott autókkal beutazzák Amerikát. Útközben találkoznak egy Edwin nevű étteremtulajdonos graffitiművésszel és annak családjával, akik befogadják őket. Keesha elkezd gyengéd érzelmeket táplálni Edwin iránt, de Robbie szintén szerelmes a lányba. A fiú féltékeny lesz és ez éket ver kapcsolatukba – végül tönkreteszi Edwin falfestményét, elhagyja új barátait és a közeli erdőben táborozik le. 
Eközben a bosszúszomjas Martin a nyomukban van, mert a lopott pénz valójában nem az övé volt, emiatt nagy bajba került. A Martin elhagyása miatt bűntudatos Keesha útjuk során többször felhívja őt telefonon. A férfi rájuk talál és a pénzét követeli, Keesha életéért cserébe. Robbie – Edwin segítségével – összeszedi és átadja a pénzt nevelőapjának, de Keesha Martinnal akar maradni. Dulakodni kezdenek és Martin meglövi a fiút. Keesha mindezek ellenére követi a férfit.
Edwin kórházba viszi a súlyosan sérült fiút, aki ezután új családjával marad és később helyrehozza Edwin művét.

## Szereplők
| Szerep            | Színész             | Magyar hang   |
| ----------------- | ------------------- | ------------- |
| Robinson (Robbie) | Tyler Dean Flores   | Penke Bence   |
| Keesha            | Justine Skye        | Lamboni Anna  |
| Martin            | Seann William Scott | Gáspár András |
| Edwin             | Shiloh Fernandez    |               |
| Carmen            | Raquel Castro       |               |
| Alma              | Maga Uzo            |               |

## Fordítás
- Ez a szócikk részben vagy egészben  az   Already Gone (film) című angol Wikipédia-szócikk ezen változatának fordításán alapul.  Az eredeti cikk szerkesztőit annak laptörténete sorolja fel. Ez a jelzés csupán a megfogalmazás eredetét és a szerzői jogokat jelzi, nem szolgál a cikkben szereplő információk forrásmegjelöléseként.